# Auguste Kramer
Pour les articles homonymes, voir Kramer.
Auguste Titi Kramer est un footballeur suisse né le 12 mars 1901 à Colombier (Suisse) et mort en 1971 à Genève.

## Biographie
Attaquant au FC Bienne, il est international suisse en 1924, puis il rejoint ses frères Georges et Edmond et l'attaquant international français Fernand Brunel, au Gallia Club Lunel, équipe réputée jouant les premiers rôles dans le championnat de la Ligue du Sud-Est.
Les trois frères Kramer partent ensuite au SO Montpellier. Ils remportent la Coupe de France en 1929, face à leur grand rival de l'époque, le FC Sète. Auguste et son frère Edmond marquent les deux buts de la victoire.

## Palmarès
- Champion de la Ligue du Sud-Est DH  en 1928 avec le SO Montpellier
- Vainqueur de la Coupe de France en 1929 avec le SO Montpellier